# Żółw skórzasty
Żółw skórzasty (Dermochelys coriacea) – gatunek zauropsyda, gada z podrzędu żółwi skrytoszyjnych, jedyny współcześnie żyjący przedstawiciel rodziny żółwi skórzastych (Dermochelyidae). Jest największym współcześnie żyjącym żółwiem oraz jednym z największych i najcięższych współcześnie żyjących gadów (większe rozmiary od niego osiągają tylko niektóre krokodyle). Jest bezzębny, ale ma zębopodobne struktury na szczęce i w gardle. Nie posiada pazurów na obu parach przypominających wiosła kończyn. Cały grzbiet żółwia jest czarny lub ciemnoszary z licznymi jasnymi plamkami, a ponadto u dorosłych stwierdza się różową plamę na głowie.  
Zasięg występowania tego żółwia jest największy wśród wszystkich gadów żyjących obecnie na Ziemi. Występuje on niemal we wszystkich tropikalnych, umiarkowanych, a także subarktycznych wodach oceanów. Nie ma szczęk zaadaptowanych do spożywania twardoskorupowych organizmów, tak jak inne żółwie morskie, ale za to jego szczęki przystosowane są do łapania śliskich zwierząt. Wśród ofiar znajdywane są meduzy, osłonice (salpy, iskrzyłudy), ryby, pelagiczne skorupiaki, jeżowce, głowonogi, ślimaki, czasem przypadkowo spożywane są wodorosty. Drapieżnictwo dotyka wszystkie stadia życia, ale najsilniej młodych. Żółwiowi skórzastemu towarzyszą ryby.    
Międzynarodowa Unia Ochrony Przyrody (IUCN) uznaje globalną populację żółwia skórzastego za gatunek narażony (VU – Vulnerable). Przyłów (w sieciach rybackich tj. zastawionych sieciach skrzelowych oraz sieciach dryfujących), odławianie zwierząt na mięso czy rozwój stref przybrzeżnych są największymi zagrożeniami, które dotykają wszystkie subpopulacje.   

## Genetyka
Globalna populacja żółwia skórzastego liczy 27 haplotypów, a różnice genetyczne w obrębie gatunku są niewielkie (h = 0,43).

## Morfologia

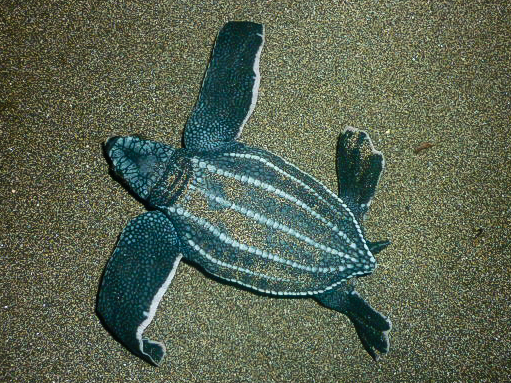
Młody żółwik

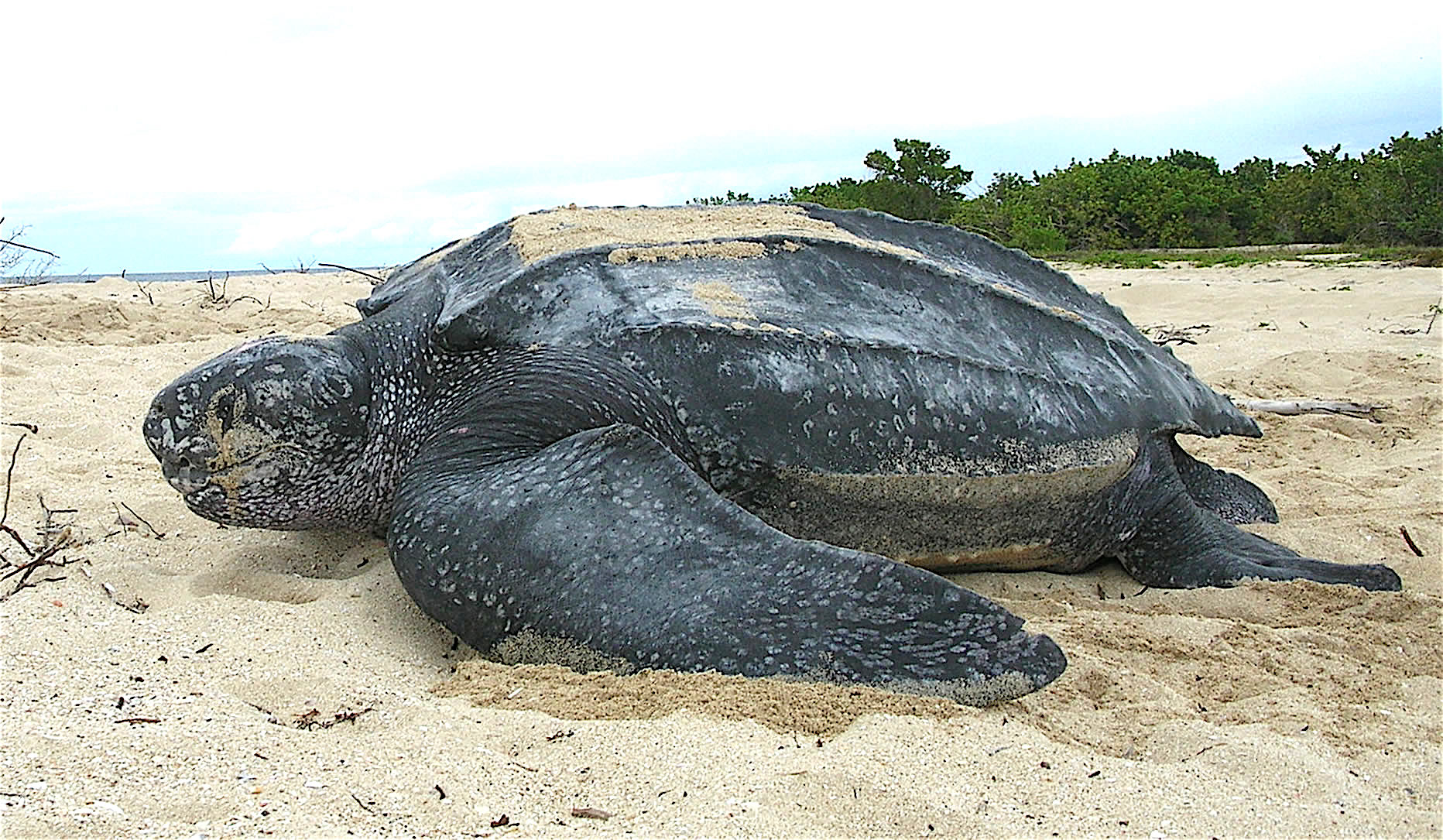
Dorosły osobnik na plaży

Gatunek ten jest nie tylko największym żółwiem morskim, ale również jednym z największych obecnie żyjących gadów na Ziemi, ustępując tylko niektórym krokodylom. Pewne jego cechy są nietypowe w porównaniu z innymi żółwiami. Karapaks dorosłego żółwia skórzastego osiąga 1–2 metry długości. Z reguły samice mierzą 130–165 cm długości i ważą 260–500 kg, zaś samce mogą ważyć do 916 kg. Rekord długości mierzonej wzdłuż grzbietu karapaksu (curved carapace length – CCL) wynosi 213 cm – tyle mierzył martwy osobnik wyrzucony przez morze na plażę w Pakistanie we wrześniu 1988 roku. Najcięższy znany okaz („żółw z Harlech”) ważył 916 kg, został martwy wyrzucony przez morze na walijską plażę również we wrześniu 1988 roku, po tym jak wcześniej zaplątał się w osprzęt rybacki. Prawdopodobnie jednak był to osobnik anomalny lub błędnie zważony, długość jego karapaksu (CCL) wynosiła bowiem tylko 159 cm. Najcięższy oprócz niego znany żółw skórzasty ważył około 700 kg, morze wyrzuciło go w 2017 roku na plażę w mieście Calella w Hiszpanii. Najczęściej spotyka się osobniki o masie ciała 350 do 400 kg. 
Żółwie skórzaste mają podobną budowę co żółwie morskie – mają duże, spłaszczone, okrągłe ciało z dwiema parami bardzo dużych płetw i krótkim ogonem. Podobnie jak u innych morskich żółwi, przednie płetwiaste kończyny żółwia skórzastego są specjalnie przystosowane do pływania w otwartym oceanie, przypominając wiosła. Na obu parach kończyn brak pazurów. Płetwy tego żółwia są największe pośród wszystkich żyjących żółwi. Rozpiętość przednich płetw może dochodzić do 3 metrów. Jako jedyny współczesny przedstawiciel swej rodziny żółw skórzasty posiada kilka cech odróżniających go od wszystkich innych żółwi. Najbardziej zauważalną z nich jest brak kostnego karapaksu – zamiast tarczek pancerz żółwia skórzastego pokryty jest grubą skórą z osadzonymi płatami kości (osteodermy zakryte przez miękką skórę). Pojedyncza osteoderma składa się z kostnych płytek, które są złączone włóknami kolagenowymi (skorupa u innych żółwi stworzona jest z keratyny); struktura skorupy żółwia skórzastego umożliwia ciału lepsze kurczenie się, niż ma to miejsce u żółwi twardoskorupowych, i nurkowanie na głębokości powyżej 1000 metrów. Z karapaksu wystaje siedem wzniesień (kilów) biegnących przez całą długość pancerza, z kolei na spodzie ciała kilów jest 5. Karapaks łączy się z kręgami i żebrami. W paszczy tego żółwia można znaleźć zębopodobne struktury – guzki na szczęce i pappilae w gardle, jak i przełyku (przypominające kolce), które są przystosowaniem do diety, składającej się z jamochłonów; dodatkowo żółwie skórzaste są odporne m.in. na toksyny produkowane przez żeglarza portugalskiego. Pappilae utworzone są z tkanki chrzęstnej i najprawdopodobniej zapobiegają byciu poparzonym przez ofiarę. Na szczęce znajdują się 2 zębopodobne wzniesienia. Drugie podniebienie tworzą kość lemieszowa oraz kości podniebienne. D. coriacea żerują w wodach zimniejszych niż inne żółwie morskie; mają sieć naczyń krwionośnych, która działa jak przeciwprądowy wymiennik ciepła, posiadają też grubą warstwę izolacyjną tłuszczów pod skórą i są w stanie utrzymać temperaturę ciała znacznie wyższą niż ich otoczenie.
Cały grzbiet żółwia jest czarny lub ciemnoszary z licznymi jasnymi plamkami, a ponadto u dorosłych stwierdza się różową plamę na głowie. Jednakże, źródła nie są w tej kwestii zgodne: specjaliści FAO twierdzą, że różowa plama tyczy się tylko samic. Jego plastron jest koloru od białawego do czarnego. Młode żółwiki są w głównej mierze czarne, z białymi krawędziami płetw oraz kilów, a ich ciała oraz pancerze pokrywają wielokątne łuski; białe znaczenia na karapaksie i płetwach są w rzeczywistości łuskami, które wkrótce odpadają. Dymorfizm płciowy objawia się w długości ogona, który jest dłuższy u samców i sięga za tylne płetwy, a ponadto osobniki płci męskiej są węższe i mają bardziej spłaszczone ciało.

## Taksonomia
Gatunek ten opisał w 1761 roku włoski przyrodnik Domenico Vandelli, nadając mu nazwę Testudo coriacea. Autor jako miejsce typowe wskazał Mari mediterraneo, Adriatico varius (= Morze Śródziemne i Adriatyckie), co zostało ograniczone przez Smitha oraz Taylora w 1950 roku do włoskiego Palermo. W 1980 roku zidentyfikowano holotyp, który istnieje pod sygnaturą MZP (czasami podaje się sygnaturę ZMUP = muzeum zoologiczne Instytutu Zoologii Uniwersytetu Padewskiego, Włochy). W 1816 roku Henri Marie Ducrotay de Blainville wykreował rodzaj Dermochelys. 
Przez wiele lat za autora nazwy Testudo coriacea uznawano Karola Linneusza, który opisał tego żółwia w 1766 roku w 12. wydaniu Systema Naturae. Linneusz sam jako autora nazwy wymienił Vandellego, jednak problem wynikł z tego, że w publikacji włoskiego autora nazwa Testudo coriacea nie pada bezpośrednio – autor w tekście opisu użył jej jedynie w formie odmienionej przez przypadki. W 1986 roku Smith i Rhodin wykazali, że nazewnictwo Vandellego spełnia wymagania opublikowanego w 1985 roku trzeciego, zmodyfikowanego wydania Międzynarodowego kodeksu nomenklatury zoologicznej.
Niektórzy autorzy wyróżniają 2 podgatunki żółwia skórzastego: nominatywny D. c. coriacea (występujący w Atlantyku) oraz D. c. schlegelii (spotykany w Indo-Pacyfiku), za czym przemawiają odmienne zasięgi występowania, a także różnice w ubarwieniu i wielkości. Podgatunek ten ukuł Samuel Garman w 1884 roku. Garman nie opublikował formalnej diagnozy tego taksonu, oparł się on na pracy Coenraada Jacoba Temmincka oraz Hermanna Schlegla Fauna Japonica. Obecnie liczni autorzy nie uznają tego podtaksonu. Jest to spowodowane tym, że przykładowo liczba plamek pokrywających ciało zwierząt z obu regionów może być zmienna, podobnie jak średnia długość pancerza. IUCN mówi o istnieniu 7 subpopulacji w obrębie jednej populacji, które różnią się zasięgiem występowania, liczbą osobników i swymi trendami, posiadają one odmienne statusy zagrożenia.
Jest to jedyny współcześnie żyjący przedstawiciel żółwi skórzastych (Dermochelyidae). Edward Drinker Cope wykreował w 1870 roku podrząd Athecae dla żółwia skórzastego w obrębie rzędu żółwi, co zostało przez niektórych współczesnych autorów zaakceptowane; inni badacze uznają ten takson za nadrodzinę w obrębie żółwi skrytoszyjnych (Cryptodira).
Nazwa rodzajowa (rodzaj żeński) pochodzi od słów derma – skóra – oraz chelys – żółw, zaś epitet gatunkowy coriacea oznacza „ze skóry” (w rozumieniu surowca).

## Występowanie

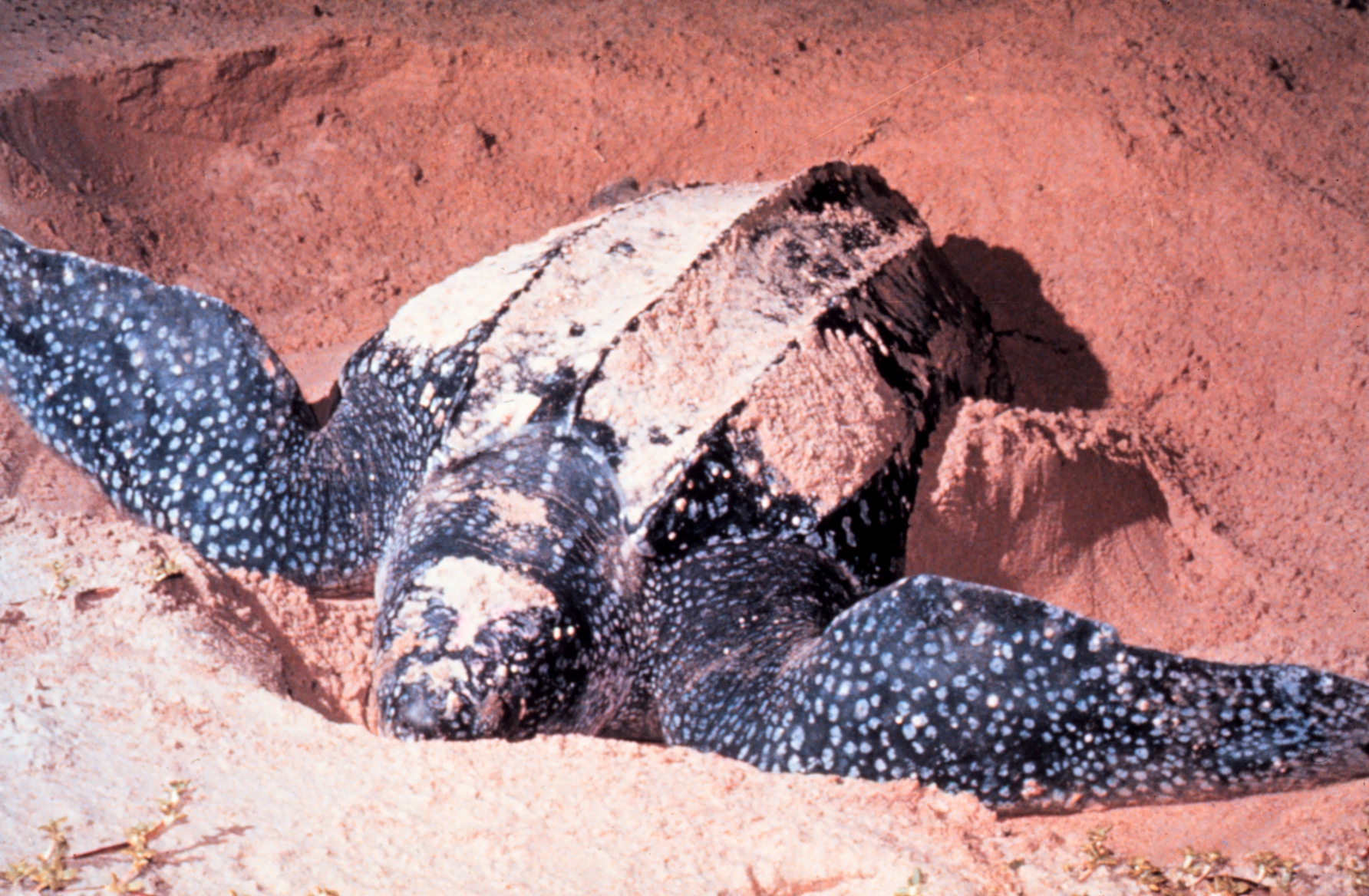
Dorosły okaz z Kostaryki

Zasięg występowania tego żółwia jest największy wśród wszystkich gadów żyjących obecnie na Ziemi. Występuje on niemal we wszystkich tropikalnych, umiarkowanych, a nawet subarktycznych wodach oceanów oraz (bardzo rzadko) w Morzu Śródziemnym. Spotyka się go również w wodach o niższej temperaturze w okolicach Nowej Fundlandii, Islandii, Norwegii i Alaski. W czasie gniazdowania D. coriacea był odnajdywany na wybrzeżach Gujany Francuskiej, Surinamu, Gujany, Kostaryki, Amerykańskich Wysp Dziewiczych, Trynidadu, Gabonu, Andamanów, Nikobarów, Tajlandii oraz Nowej Gwinei, a jedno stwierdzenie gniazdowania obejmuje Karolinę Północną.
Jeden okaz znaleziono na Bałtyku – w 1966 roku został przypadkowo schwytany w więcierz zastawiony przez rybaków z Rostocku. Osobnik ten miał długość całkowitą 215 cm i ważył 450 kg. Okaz został przewieziony do ogrodu zoologicznego w Rostocku, gdzie jednak wkrótce zdechł.
Nie jest znany żaden materiał kopalny tego gatunku. Jest to spowodowane tym, że miękka skorupa nie zachowuje się w materiale kopalnym.

## Ekologia i zachowanie

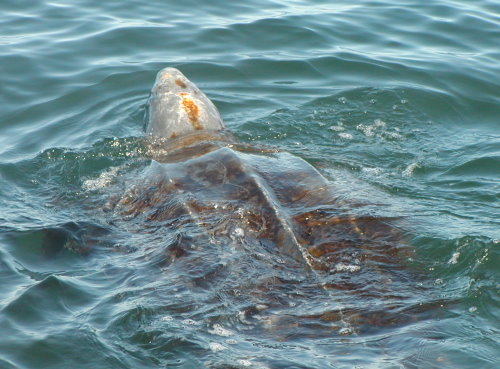
Moment wynurzenia

Całe życie żółwie skórzaste spędzają w morzu (są pelagiczne), jedynie samice na krótki czas wychodzą na ląd w celu złożenia jaj. Są to silnie wędrowne stworzenia, potrafią przepłynąć odległość od 6000 do 12 000 km rocznie między swymi terenami żerowania i gniazdowania. Są samotnikami. Nurkują na głębokość do 4000 stóp (odnaleziono ten gatunek na głębokości 1230 m, a nawet potrafi on nurkować do 1300 m, daleko poza strefę eufotyczną) – jest to głębiej niż większość ssaków morskich. Jednakże 95% zanurzeń trwa do 20 minut i żółwie nurkują poniżej 200 metrów głębokości. 
Żółw skórzasty nie ma szczęk zaadaptowanych do spożywania twardoskorupowych organizmów, tak jak inne żółwie morskie, ale za to jego szczęki przystosowane są do łapania śliskich zwierząt (przykładowo mają ostre krawędzie). W skład diety wchodzą głównie meduzy oraz osłonice, pelagiczne skorupiaki (Libinia, Hyperia) bądź młode ryby (Trachurus, Urophycis), głowonogi, jeżowce i ślimaki, inni autorzy wspominają też o konsumpcji żebropławów; wodorosty natomiast są czasami przypadkowo spożywane. Według IUCN głównym składnikiem pożywienia są meduzy, rurkopławy i salpy, natomiast Eckert & Grobois w pracy z 2001 wymieniają również sprzągle z rzędu Pyrosomida. Dieta młodych nie została poznana, ale prawdopodobnie przypomina tą opisywaną u osobników dorosłych. Na Trynidadzie i Tobago rybacy na północnym wybrzeżu podawali, że widywali żółwie skórzaste w bliskim sąsiedztwie meduz, co sugeruje odżywianie się tych gadów w okresie rozrodczym. Niektórzy twierdzą natomiast, że ciężarne osobniki nie odżywiają się w pobliżu obszarów gniazdowania, a zachowują energię potrzebną na rozród. Eckert wspomina także, że jedna samica koczowała w odległości 30 km od brzegu, prawdopodobnie dlatego, że meduzy w tamtym rejonie były powszechnie dostępnymi zdobyczami.
Podobnie jak na innych żółwiach morskich, na żółwiu skórzastym w regionie południowo-zachodniego Oceanu Atlantyckiego osiadają ryby z gatunków Echeneis naucrates oraz Remora remora – zachowanie to było interpretowane jako przykład forezji i uchodzi ono za rzadkie w tym rejonie oceanu. W Zatoce Korynckiej żółwiowi skórzastemu (który był tam obserwowany w 2015 roku) towarzyszyło 12 przynawków retmanów (inaczej ryba-pilot; Naucrates ductor), a w bliskim sąsiedztwie zaobserwowano również meduzy Cotylorhiza tuberculata.  
W przewodzie pokarmowym odnaleziono przywry i ameby z rodzaju Entamoeba. Z kolei na skorupach żółwi znaleźć można pąkle oraz równonogi. W czasach współczesnych człowiek rozumny stał się głównym zagrożeniem dla żółwia skórzastego, zbierając jaja i zabijając dorosłe okazy. Drapieżnictwo dotyka wszystkich stadiów życia, najsilniej jednak młodych. Jaja i zarodki są konsumowane przez kraby z rodzaju Ocypode, ptaki z rodzajów Arenaria, Calidris i Pluvialis, są też atakowane przez mrówki i cierpią na grzybice. Kiedy młode wyjdą na powierzchnię (zanim przebiegną dystans w kierunku morza, jakiś czas przebywają na lądzie), atakują je sępniki czarne (Coragyps), jaszczurki z rodzaju Varanus, sowy, zdziczałe świnie, dziki euroazjatyckie, krukowate, wilgowrony (Quiscalus), psy, żenety, skunksowate, szopy, ostronosy, mangusty i szakale. Pisklęta, które zdążyły dojść do wody, są łapane przez drapieżne ryby, kałamarnice, fregaty oraz mewy. Dorosłe osobniki padają ofiarą jaguarów amerykańskich (Panthera onca) na lądzie i dużych rekinów (żarłacz tygrysi, Galeocerdo cuvier) oraz orek oceanicznych (Orcinus orca) na morzu. Gatunek ten może okazać się agresywny: obserwowano pogoń tego gada za rekinem, który wcześniej go zaatakował, a następnie żółw skierował się w kierunku łodzi, w której byli obserwatorzy. Zagrożenie stanowią też plastikowe odpady (balony, torby foliowe), które przez żółwie skórzaste brane są za meduzy, a połknięte blokują przewód pokarmowy. W Gujanie Francuskiej kłody i korzenie mangrowii stanowiły zagrożenie dla gniazdujących samic.

## Rozmnażanie

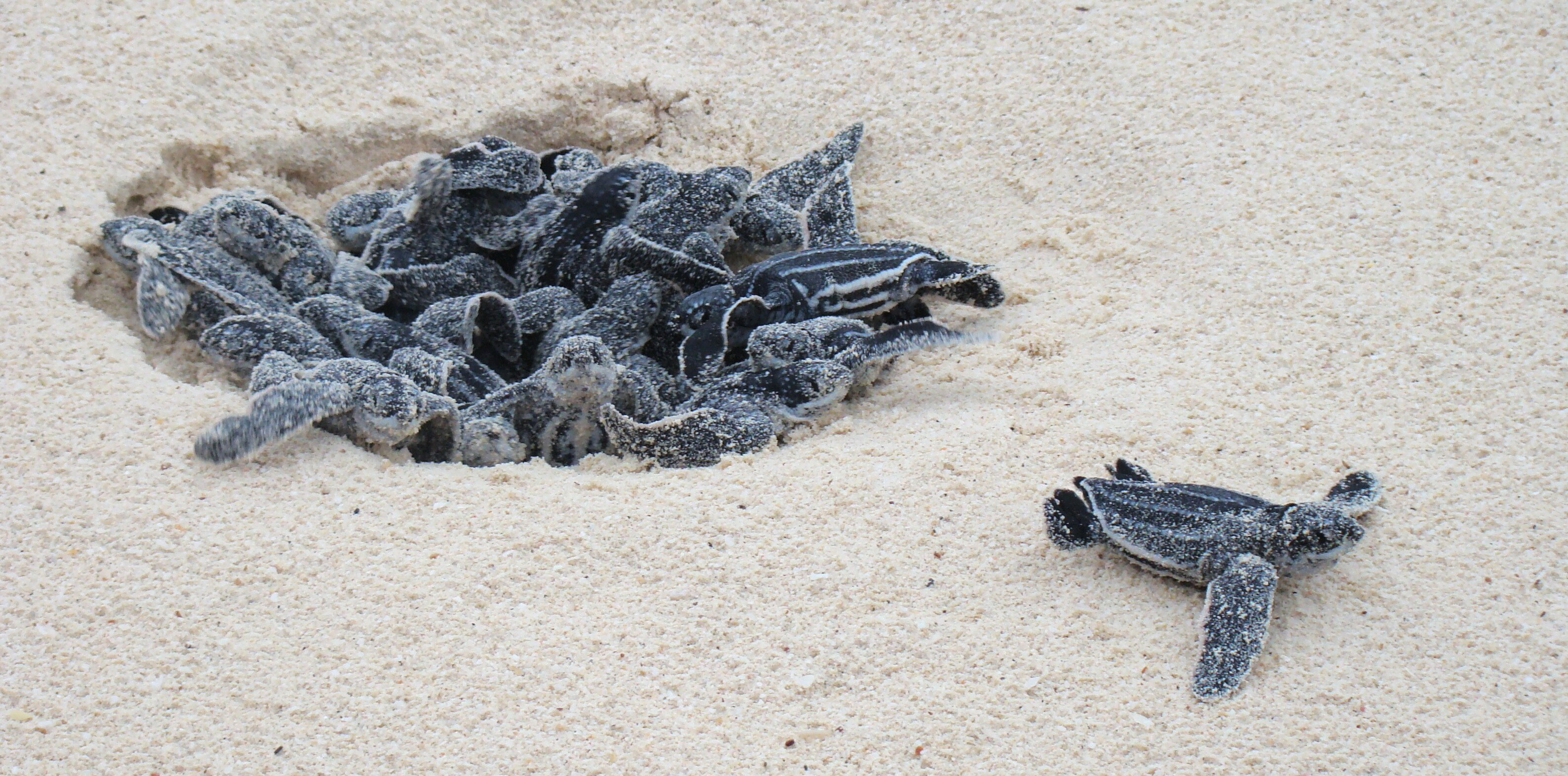
Młode wylęgają się z jaj

Dawniej twierdzono, że gad ten gniazduje co 2–3 lata, ale nowsze badania sugerują coroczne gniazdowanie. Samce żółwi skórzastych zaczynają pływać z dala od plaż wybieranych na miejsca lęgowe, zanim rozpocznie się okres lęgowy. W tym momencie rozmnażają się z wieloma samicami. Badania pokazują, że samce powracają do tych samych miejsc w kolejnych latach, jeśli poprzednio odniosły sukces. Wedle jednej obserwacji osobnik płci męskiej inicjuje zaloty trwające 20 minut. Gdy zostanie zaakceptowany przez wybrankę, wskakuje na karapaks samicy i chwyta ją swymi płetwami. Kopulacja następuje w wodzie, z dala od plaży, do której samica powraca. Samce nie mają udziału w procesie gniazdowania. 
W przeciwieństwie do innych żółwi morskich, które są wierne poszczególnym lokalizacjom, samice żółwia skórzastego mogą wybierać inne plaże do gniazdowania, aczkolwiek raczej trzymają się jednego regionu. Kilka razy w roku samice składają w wygrzebanych przez siebie dołkach od 50 do 170 jaj o średnicy 50–65 mm oraz ważących 70–90 g. Łączna liczba jaj składanych przez samicę waha się w granicach od 47 do 263. Przeciętnie 80 z nich jest zapłodnionych i są one wielkości kul bilardowych. Samica znosi też 30 niezapłodnionych jaj. Wg innych źródeł wiele jaj jest bezżółtkowych i te nie rozwijają się. O ile liczba składanych jaj jest różna w zależności od gatunku, o tyle ogółem opieka rodzicielska u wszystkich żółwi morskich nie występuje. Po złożeniu jaj osobnik płci żeńskiej przykrywa piaskiem gniazdo, aby ograniczyć drapieżnictwo, jak i zachować odpowiednią temperaturę oraz wilgotność. U tego gatunku temperatura determinuje płeć wykluwającego się potomstwa. Badania pokazują, że w temperaturze 28,75 °C wykluwają się samce, natomiast w temperaturze 29,75 °C wykluwają się samice. Inkubacja jaj trwa 50 do 78 dni, jednak zwykle wylęg odbywa się w przedziale 60–68 dni. Inkubacja zależy od warunków pogodowych. Żółwie skórzaste rosną najszybciej spośród wszystkich gadów; chociaż konkretne tempo wzrostu nie jest znane, żółwie skórzaste rosną szybko, jeśli dziennie spożywają masę wielokrotnie większą od swego ciała. IUCN szacuje długość pokolenia na 30 lat.

## Status i ochrona

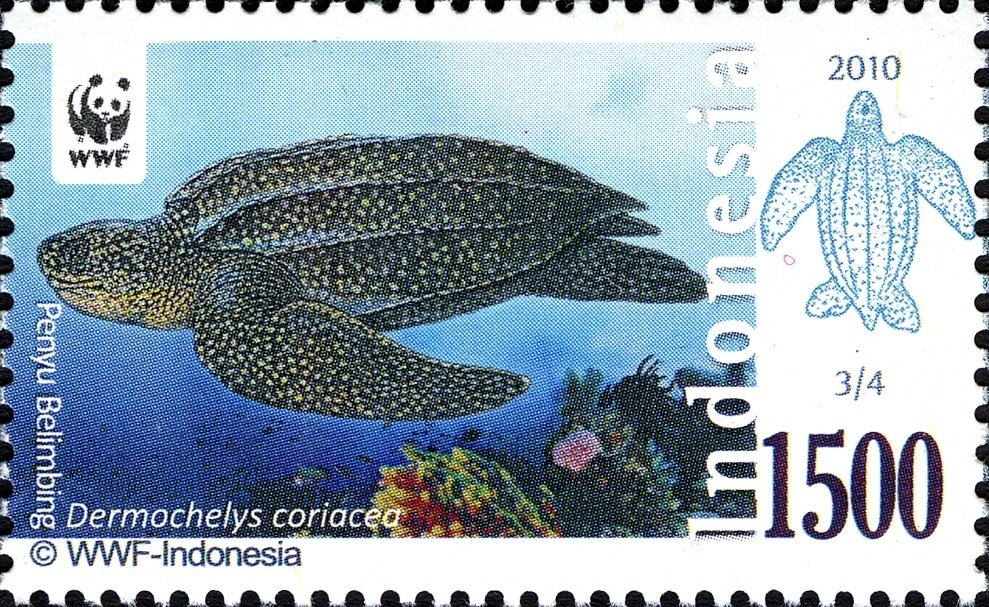
Indonezyjski znaczek z 2010 roku

Międzynarodowa Unia Ochrony Przyrody (IUCN) od 2013 roku uznaje żółwia skórzastego za gatunek narażony na wyginięcie (VU – Vulnerable); wcześniej w latach 1982–1996 uznawała D. coriacea za gatunek zagrożony (EN – Endangered), a w 2000 roku zmieniła status zagrożenia na krytycznie zagrożony wyginięciem (CR – Critically Endangered). 
Jednocześnie, baza danych IUCN wspomina, że obecny status gatunku wymaga zmiany. Dodatkowo, wyróżnia ona osobne statusy niektórych subpopulacji żółwia skórzastego: południowo-wschodnioatlantyckiej subpopulacji nadaje status DD (Data Deficient, brak danych), subpopulacji z południowo-zachodniego Oceanu Indyjskiego nadaje sygnaturę CR (liczba dorosłych osobników wynosi 148), a subpopulacja z północno-zachodniego Atlantyku otrzymała status EN (przy czym liczba dorosłych osobników w obrębie tej subpopulacji wynosi około 20 000). NOAA twierdzi, że to pacyficzne populacje są najbardziej zagrożone.
W 2013 roku gatunek został w Unii Europejskiej wpisany do załącznika IV dyrektywy siedliskowej, co zobowiązuje wszystkie państwa Unii do zapewnienia mu systemu ścisłej ochrony. Jednocześnie żółw ten znajduje się w aneksie A Rozporządzenia Rady (WE) Nr 338/97 w sprawie handlu dzikimi zwierzętami oraz w załączniku I konwencji CITES.
IUCN wśród zagrożeń wymienia: przyłów (przypadkowe łapanie w sprzęt rybacki przeznaczony do połowu innych zwierząt, np. żółwi morskich, tuńczyków, miecznika, żaglic i rekinów), odławianie (wykorzystywanie dorosłych osobników, jak i jaj do użytku np. konsumpcji, produktów handlowych), zanieczyszczenie oraz patogeny (zanieczyszczenie mórz m.in. odpadami, które wpływają na żółwie [tj. w wyniku połknięcia lub zaplątania] oraz wpływ patogenów m.in. Chelonid alphaherpesvirus), a także globalne ocieplenie (podnoszenie się poziomu mórz, rosnąca temperatura piasku determinująca płeć wykluwających się piskląt czy rosnąca częstotliwość występowania sztormów). Według FAO żółw skórzasty nie ma raczej znaczenia gospodarczego, jednak czasem jest odławiany jako przynęta dla rekinów łowionych taklami. Brak zorganizowanych łowisk jest spowodowany tym, że D. coriacea nie posiada cennych tarczek, jak żółw szylkretowy, nie może też być wykorzystywany jako źródło skóry lub tranu, chociaż dawniej jego tłuszcz był używany do lamp i smarowania statków. Do Rocznika Statystyk Rybołówstwa FAO nie zgłaszano połowów żółwia skórzastego, choć połowy mogły zostać ujęte w sekcji „Marine Turtles n.e.i.” (niezidentyfikowane gatunki).
Żółw skórzasty jest chroniony przez wiele konwencji, przepisy krajowe, jak i międzynarodowe, traktaty, porozumienia oraz protokoły ustaleń. Za główny cel akcje ratujące tego żółwia stawiają ograniczanie przyłowu. Długotrwałe przedsięwzięcia na rzecz ochrony tego gada zakończyły się sukcesem w wielu miejscach. W głównej mierze śmiertelność w przyłowie i spożywanie jaj utrzymują się nadal, a w niektórych miejscach w dalszym ciągu utrudniają odbudowę populacji. Z tego względu, aby zapobiec spadkowi populacji, mówi się o niwelowaniu zagrożeń na obszarach gniazdowań, migracji, koczowania. Regionalne i lokalne wysiłki na rzecz ochrony żółwi skórzastych, ich potomstwa i siedlisk powinny być zaprojektowane tak, aby przeciwdziałać zagrożeniom na odpowiednią skalę i wdrażane przy udziale odpowiednich interesariuszy.